# Cendrey
Cendrey est une commune française située dans le département du Doubs, la région culturelle et historique de Franche-Comté et la région administrative Bourgogne-Franche-Comté.

## Géographie

### Description
Situé dans la vallée de l'Ognon, le territoire de Cendrey est assez accidenté. Le village est construit sur un éperon étroit qui domine la plaine alluviale de l'Ognon et celle du ruisseau de la Beune.
L'altitude à la mairie est de 266 mètres, puis s'élève graduellement jusqu'à 468 mètres dans le Haut-Bois.

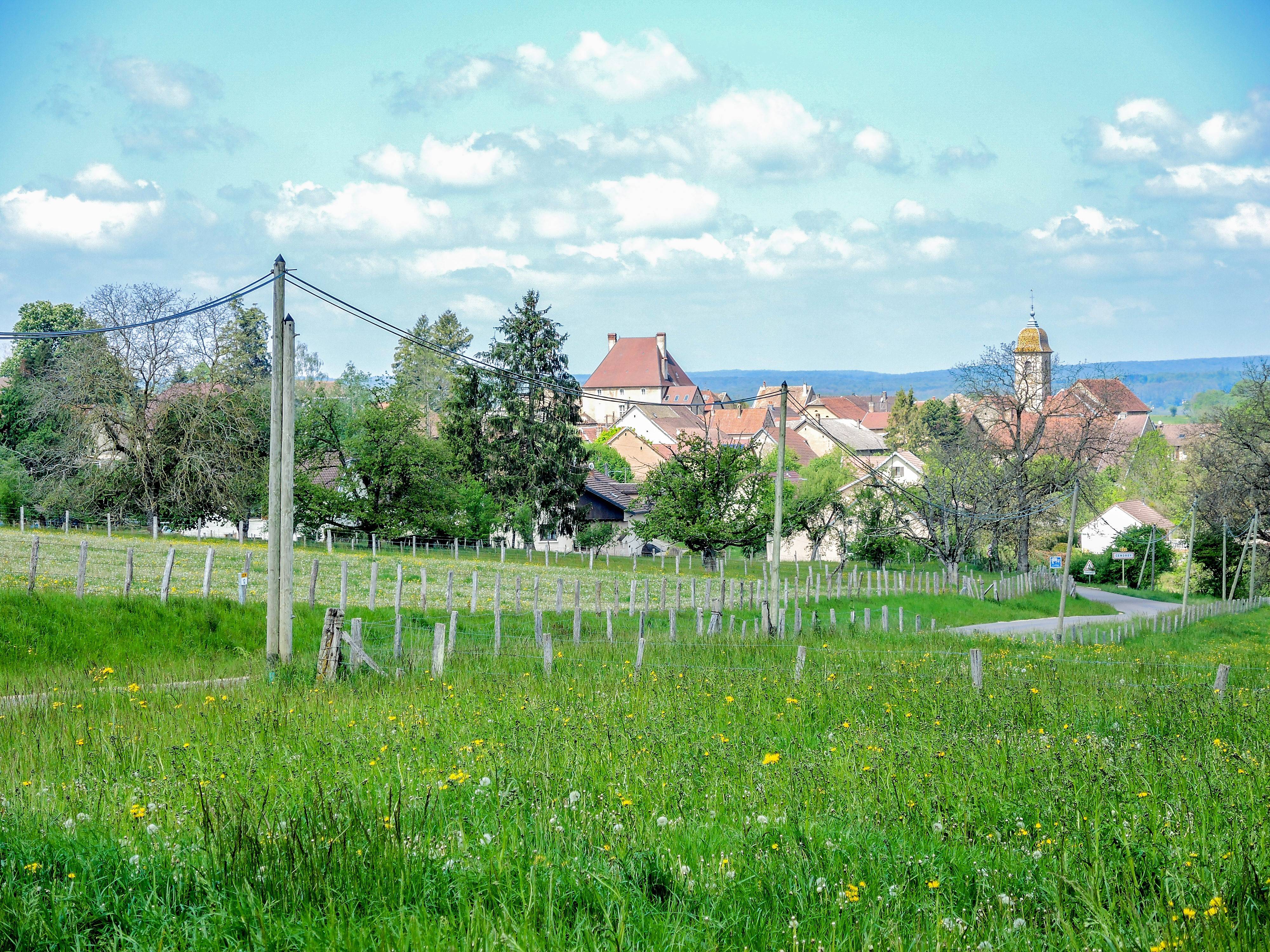
Cendrey, vu de la route de Rougemontot.
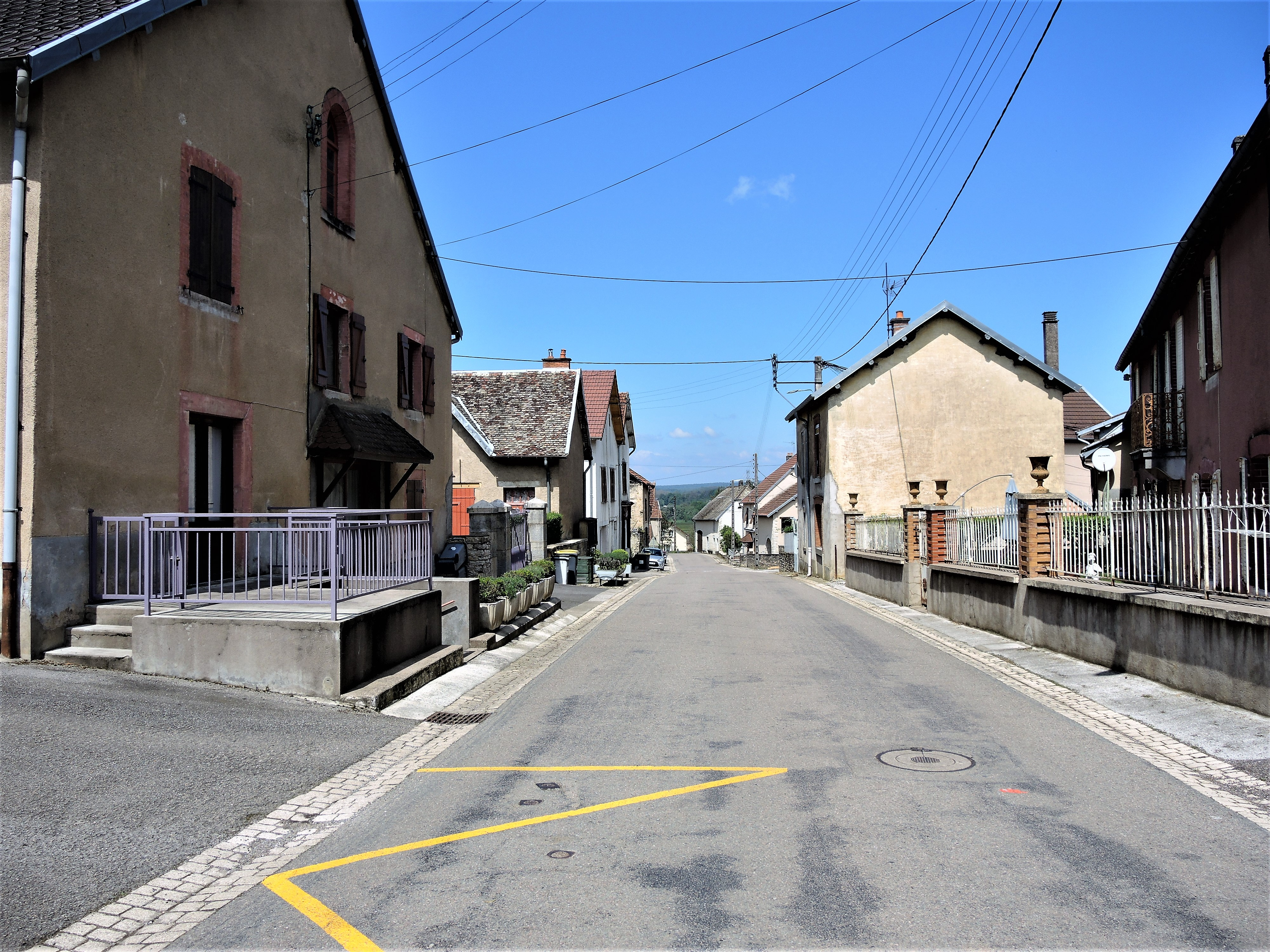
La Grande-rue

### Hydrographie

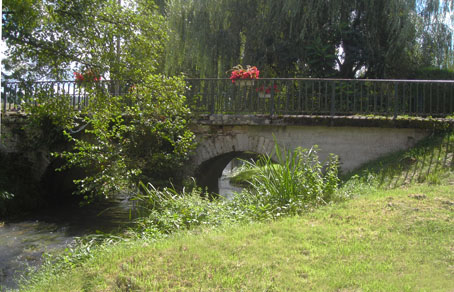
Pont sur la Beune à Cendrey.

Le lit de l'Ognon (Franche-Comté) constitue la limite nord du gterritoire communal, et forme la limite entre les départements du Doubs et de la Haute-Saône. L'Oignon est un affluent de la Saône et donc un sous-affluent du Rhône.
Le territoire communal est traversé par le ruisseau de la Beune, qui longe l'éperon sur son versant nord-est.
La Beune se jette dans l'Ognon au nord-est de la commune.

### Climat
Pour des articles plus généraux, voir Climat de la Bourgogne-Franche-Comté et Climat du Doubs.
En 2010, le climat de la commune est de type climat de montagne, selon une étude du Centre national de la recherche scientifique s'appuyant sur une série de données couvrant la période 1971-2000. En 2020, Météo-France publie une typologie des climats de la France métropolitaine dans laquelle la commune est exposée à un climat semi-continental et est dans une zone de transition entre les régions climatiques « Lorraine, plateau de Langres, Morvan » et « Jura ».
Pour la période 1971-2000, la température annuelle moyenne est de 10,5 °C, avec une amplitude thermique annuelle de 17,4 °C. Le cumul annuel moyen de précipitations est de 1 134 mm, avec 12,8 jours de précipitations en janvier et 10,3 jours en juillet. Pour la période 1991-2020, la température moyenne annuelle observée sur la station météorologique de Météo-France la plus proche, « Pouligney », sur la commune de Pouligney-Lusans à 9 km à vol d'oiseau, est de 10,9 °C et le cumul annuel moyen de précipitations est de 1 214,6 mm. 
La température maximale relevée sur cette station est de 40 °C, atteinte le 25 juillet 2019 ; la température minimale est de −23 °C, atteinte le 20 décembre 2009,,.
Les paramètres climatiques de la commune ont été estimés pour le milieu du siècle (2041-2070) selon différents scénarios d'émission de gaz à effet de serre à partir des nouvelles projections climatiques de référence DRIAS-2020. Ils sont consultables sur un site dédié publié par Météo-France en novembre 2022.

## Urbanisme

### Typologie
Au 1er janvier 2024, Cendrey est catégorisée commune rurale à habitat dispersé, selon la nouvelle grille communale de densité à 7 niveaux définie par l'Insee en 2022.
Elle est située hors unité urbaine. Par ailleurs la commune fait partie de l'aire d'attraction de Besançon, dont elle est une commune de la couronne,. Cette aire, qui regroupe 310 communes, est catégorisée dans les aires de 200 000 à moins de 700 000 habitants,.

### Occupation des sols
L'occupation des sols de la commune, telle qu'elle ressort de la base de données européenne d’occupation biophysique des sols Corine Land Cover (CLC), est marquée par l'importance des territoires agricoles (51,6 % en 2018), en diminution par rapport à 1990 (56,1 %). La répartition détaillée en 2018 est la suivante :
forêts (43,9 %), zones agricoles hétérogènes (23,1 %), terres arables (18,5 %), prairies (10,1 %), zones urbanisées (4,5 %). L'évolution de l’occupation des sols de la commune et de ses infrastructures peut être observée sur les différentes représentations cartographiques du territoire : la carte de Cassini (XVIIIe siècle), la carte d'état-major (1820-1866) et les cartes ou photos aériennes de l'IGN pour la période actuelle (1950 à aujourd'hui).

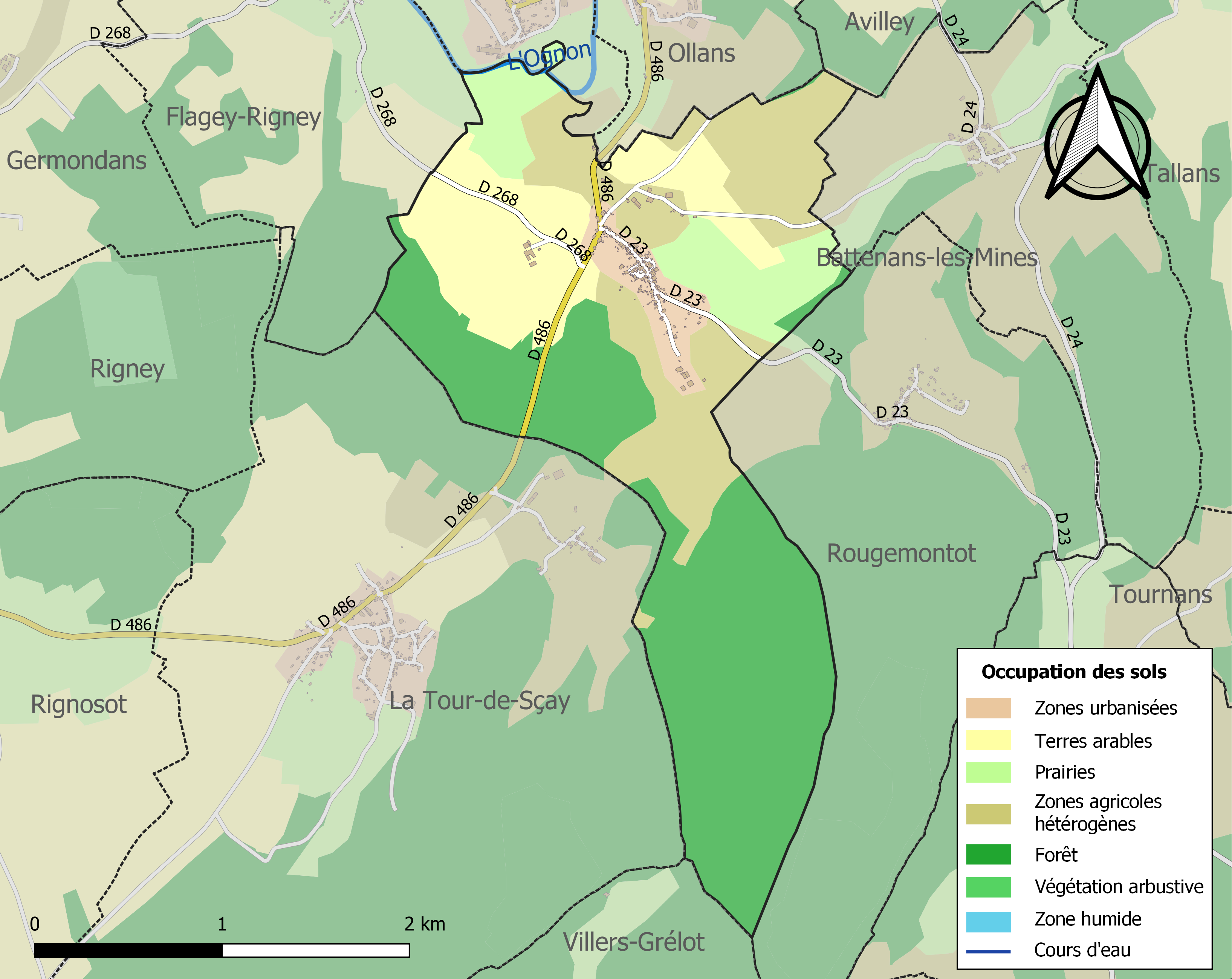
Carte des infrastructures et de l'occupation des sols de la commune en 2018 (CLC).

### Morphologie urbaine
Les maisons s'alignent de part et d'autre de la RD 23 pour se concentrer autour de l'église et de la mairie.

### Habitat et logement
En 2018, le nombre total de logements dans la commune était de 102, alors qu'il était de 100 en 2008 et 2013.
Parmi ces logements, 82,6 % étaient des résidences principales, 4,8 % des résidences secondaires et 12,6 % des logements vacants. Ces logements étaient pour 93,2 % d'entre eux des maisons individuelles et pour 4,9 % des appartements.
Le tableau ci-dessous présente la typologie des logements à Cendrey en 2018 en comparaison avec celle du Doubs et de la France entière. Une caractéristique marquante du parc de logements est ainsi une proportion de résidences secondaires et logements occasionnels (4,8 %) supérieure à celle du département (4,3 %) mais inférieure à celle de la France entière (9,7 %). Concernant le statut d'occupation de ces logements, 85,9 % des habitants de la commune sont propriétaires de leur logement (87,8 % en 2013), contre 59,4 % pour le Doubs et 57,5 % pour la France entière.
| Typologie                                               | Cendrey | Doubs | France entière |
| ------------------------------------------------------- | ------- | ----- | -------------- |
| Résidences principales (en %)                           | 82,6    | 87,1  | 82,1           |
| Résidences secondaires et logements occasionnels (en %) | 4,8     | 4,3   | 9,7            |
| Logements vacants (en %)                                | 12,6    | 8,5   | 8,2            |

### Voies de communication et transports
L'ancienne Route nationale 486 (actuelle RD 486) qui la relie à Besançon (Les Marnières) - Thise - Marchaux - Chaudefontaine et Rougemont coupe le village dans la partie basse. La RD 23 (Cendrey-Baume-les-Dames) traverse le village sur toute sa longueur, tandis que la RD 268 (Cendrey-Germondans) relie Cendrey à Flagey-Rigney. Des chemins ruraux permettent d'atteindre Battenans-les-Mines (route carrossable) et Avilley (chemin de terre). Cendrey est situé à 16 km au nord-est de Marchaux et à 30 km au nord-est de Besançon.

## Toponymie
Sendré en 1182, 1275 ; Sendrey en 1182 ; Ceneriacus au (XIIIe siècle ?) ; Cendrey (depuis le XVe siècle).

## Histoire

### Préhistoire
Des outils néolithiques (haches polies et aphanite, grattoirs et morceaux de meules en grès) ont été découverts en divers endroits du territoire communal et même sur l'emplacement du village actuel. Le site de Cendrey se prête admirablement à l'installation d'un village néolithique, puisqu'il s'agit d'un éperon. Des « murgers » situés à la base de cet éperons indiquent que celui-ci a sans doute été barré. Cendrey s'inscrivait ainsi dans la liste des éperons barrés qui flanquent l'Ognon sur la rive gauche.[réf. nécessaire]

### Antiquité
Au lieu-dit la Combe aux Francs, des morceaux de tuiles à rebord et de céramique attestent la présence d'une construction gallo-romaine, que l'on peut dater de la fin du IVe siècle.[réf. nécessaire]

### Moyen Âge
Au début du XXe siècle, un curage du ruisseau la Beune a permis de mettre au jour, au lieu-dit le Pré du Taureau, deux sarcophages en pierre de l'époque mérovingienne. Il y a quelques années, un sondage très réduit, effectué sur le même lieu permettait de découvrir une tombe en pleine terre de la même époque, mais cette sépulture ne contenait aucun mobilier. Il est probable qu'un petit cimetière mérovingien se trouve là.
En 1182, Pierre, prévôt de l'abbaye du Grand-Saint-Bernard, concède à l'abbaye Saint-Paul de Besançon, moyennant un cens de 8 sols payable à la dédicace de Saint-Étienne, l'église de Cendrey. Les chanoines du Grand-Saint-Bernard se réservent un droit de gîte pour 3 ou 4 chevaux une fois par an, au cas où ils viendraient au dit lieu.
À partir de cette date l'histoire de Cendrey se confond avec celle de l'illustre abbaye bisontine, dont la politique semble avoir été d'agrandir le plus possible ses biens sur Cendrey, soit par des achats, soit par des reprises de fiefs. En effet, le finage de Cendrey est partagé en grand nombre de petits fiefs relevant de petits seigneurs locaux.
En 1227, Aymon, fils de Barthélemy dit Clerc de Larians, restitue à l'église de Saint-Paul le droit qu'il possédait sur l'église de Cendrey et sur ses dépendances ; par le même acte, il fait donation à l'église de Saint-Paul de tous ses biens présents et à venir à Cendrey.
En 1237, Hugues, frère d'Étienne de Larians, fait une donation en aumône à l'église de Saint-Paul, de tous les droits qu'il avait sur l'église de Cendrey et sur ses dépendances. Deux ans plus tard, c'est Étienne de Larians, dit Gaweyns, qui remet à l'église de Saint-Paul des droits qu'il avait sur l'église de Cendrey, droits qu'il déclare tenir de la dite église de Saint-Paul. En 1241, les prieurs et le chapitre de l'église Saint-Paul donnent à Humbert, dit Roguier de Cendrey, un meix situé en ce lieu avec les biens en dépendant, lequel Roguier, en raison de cette donation, se reconnaît homme et sujet des prieurs et du chapitre de Saint-Paul.
En 1265, l'abbaye Saint-Paul agrandit encore son domaine à Cendrey par deux achats. Le premier achat est fait à Jean, dit Malugard, des hommes et des sujets taillables, de leurs meix et des terres en dépensant la somme de 204 livres estevenats. Le second achat est plus modeste, puisque pour 19 livres estevenants. Renaud de Rognon, damoiseau, vend à l'abbaye un pré et un champ situés au lieu-dit « Prerepone », lesquelles pièces de terre sont appelées le Champ Saint-Pierre.
En juillet 1281, Renaud, dit Afermous, de Bavans, damoiseau, reprend en fief de Saint-Paul plusieurs sujets et leurs meix. Au mois de septembre de la même année, c'est Pierre de Verchamps, chevalier, et Clémence, sa femme, qui reprennent en fief des sujets et tout ce qu'ils possédaient à Cendrey, en raison de la succession de la dite Clémence. L'année suivante, les frères Étienne et Guy, damoiseaux, fils du seigneur de la Côte, vendent à l'abbaye tout ce qu'ils avaient à Cendrey en hommes, terres, prés, meix et forêts, pour le prix de 35 livres.
En 1285, Pierre dit Contre, damoiseau, vend à l'abbaye trois meix remplis pour le prix de 45 livres estevenants. En 1298, Vuillemin, prêtre et Jean, son frère donnent à l'abbaye en perpétuelle aumône la 9e partie des grosses et menues dîmes de Cendrey et de son finage, la 15e partie des fruits qui parviendra à l'avenir dans la corvée de Renaud de Sorans, située au finage de Cendrey, la 15e partie de ceux de la corvée situé contre le bief de Cendrey.
Ventes et reprises et fiefs se succèdent au XIIe siècle, permettant ainsi à l'abbaye Saint-Paul d'accroître ses biens à Cendrey. En 1306, l'abbé de Saint-Paul et le curé de Cendrey conviennent que l'abbaye aurait les 2/3 des oblations et aumônes faites à ladite église et généralement de tous ses biens.
Huges de Besnans, damoiseau, en 1333, reprend en fief d'Henri de Sauvagney, abbé de Saint-Paul, tout ce qu'il tenait à Cendrey mouvant du fief de ladite abbaye. En 1348, c'est au tour d'Henri de Verchamps, damoiseau, de se reconnaître vassal de Saint-Paul pour tout ce qu'il tient à Cendrey.
1349 est une année terrible pour la communauté de Cendrey, durement frappée par la peste noire, qui emporte plus du tiers des habitants. L'année suivante, la maladie sévit à nouveau et c'est encore le tiers des survivants qui disparaît. En 1360, Philippe, duc de Bourgogne, vend à l'abbaye Saint-Paul trente livres de terre à Cendrey pour de 800 florins.
Au XVe siècle, la mairie de Cendrey, qui regroupe les biens de l'abbaye de Saint-Paul dans les villages de la Tour-de-Sçay, la Bretenière, Rougemontot, Battenans-les-Mines, Ollans, Avilley, Montussaint, Flagey-Rigney, et Gesans, est, de très loin, la plus importante des mairies instituées par l'abbaye. En tant que patron de l'église, l'abbaye présente un candidat et garde les 2/3 des revenus paroissiaux, ce qui représente, à la fin du XVe siècle, 200 sous et 10 livres de cire ; quant aux dîmes elles rapportent à la même époque 46 bichots de grain.
C'est au début du XVe siècle qu'est construit sur le ruisseau la Beune, le moulin de l'Oiselet.

### Temps modernes
En 1595, le village de Cendrey est incendié par les bandes de Tremblecourt à la solde de Henri IV.
En 1609, les officiers de la mairie de Cendrey portent plainte auprès de l'abbé de Saint-Paul pour avoir été battus et mal traités en exerçant la justice dudit abbé.
Le 12 avril 1616, Jeanne Perreguey, veuve de Claude Dumont, est condamné à avoir la tête tranchée et séparée du corps pour crime d'infanticide et immoralité. Un lieu-dit la Combe de la Femme sans Tête rappelle encore aujourd'hui ce tragique fait divers sans que l'on puisse savoir s'il indique le lieu de l'exécution, ou une terre exploitée par cette femme.
En 1690, les moines de l'abbaye de Bellevaux prélèvent des dîmes sur la Pré d'Oye.
L'abbé de Saint-Paul institue François Bougeot, maire de Cendrey en 1754.
La fin du XVIIIe siècle est marqué par de nombreux procès qui opposent l'abbé de Saint-Paul à Charles, Marie, François, Joseph, marquis de Franchet, seigneur de Rans et de Cendrey, conseiller au Parlement de Besançon, à propos de leurs droits réciproques sur la seigneurie de Cendrey. En 1769, Louis XV ordonne, par l'intermédiaire du Parlement de Besançon, qu'une enquête soit menée pour mettre fin à ces différents litiges.
Les principales activités de Cendrey sont la polyculture et l'élevage. On dénombre en 1688 : 10 chevaux, 64 bêtes à cornes, 26 porcs et 13 moutons. Le village compte 14 maisons, occupées par 92 habitants. Au milieu du XVIIIe siècle, la population a plus que doublé, elle comprend 80 hommes, 85 femmes, 24 garçons et 35 filles. Cette population, entièrement paysanne, exploite 620 ouvrées de champ, 62 faux de près et 128 ouvrés de vigne, dont 23 seulement donnent un vin de bonne qualité. Le cheptel est constitué par 12 chevaux, 3 juments, 50 bœufs, 40 vaches et 20 veaux et génisses, 135 porcs, 80 moutons, alors que 18 charrues sont mis en œuvre pour les labours. Les porcs sont marqués au feu de la lettre "C" à l'épaule gauche. De 1762 à 1769, leur nombre varie de 62 à 212.
Un maître d'école est attesté à Cendrey depuis le XVIIe siècle, mais nous connaissons le contrat qui, en 1771, lie pour 3 ans le maître d'école Lallemand avec la paroisse. Le maître d'école doit éduquer la jeunesse, assister le curé, sonner l'angélus en cas de menace d'orage, apprendre le catéchisme aux enfants deux fois par semaine, alimenter la lampe du tabernacle à condition qu'on lui fournisse l'huile. Pour cela il perçoit 200 livres royales à la Saint-Martin. Quant aux écoliers, ils payent 5 sous par mois pour apprendre à lire, 6 sous par mois pour apprendre à lire et à écrire, 8 sous par mois pour apprendre à lire, à écrire et à compter et 10 sous par mois pour apprendre à lire, à écrire, à compter et à chanter. Le maître doit se loger à ses frais tant qu'on n'aurait pas bâti une maison. Il est exempt des quarts de four au cas où il serait obligé d'en payer au seigneur d'Avilley.
Sous l'Ancien Régime, le village relève de la subdélégation de Vesoul et de la maîtrise des Eaux et Forêts de Baume-les-Dames. Sur le plan judiciaire, il est rattaché au présidial de Vesoul, bailliage de Vesoul, prévôté de Montbozon. Dans l'organisation catholique, il est rattaché à la paroisse de Cendrey, doyenné de Baume-les-Dames. L'abbaye Saint-Paul de Besançon nome le curé de l'église Saint-Rémi[réf. nécessaire].

### Révolution française et Empire
Pendant la Révolution, Cendrey est le centre de la résistance religieuse. L'église de Cendrey est fermée parce que cette église ne sert qu'à « une fraction des habitants trop célèbre pour son fanatisme » et qu'ils attirent à leurs cérémonies un grand nombre de fanatiques des environs. Les prêtres réfractaires Faivre, Pourchet et Triboulet sont ouvertement protégés par les habitants de Cendrey.[réf. nécessaire]

### Époque contemporaine
Les lavoirs publics sont édifiés en 1829 et en 1836, et la maison commune est construite en 1834 (architecte Barthe). Une machine élévatoire pour l'eau est installée en 1838 (architecte Maximilien Painchaux).
En 1864 est édifié un petit oratoire de la Vierge au bas du village. En 1884, au lieu dit « La Côte Gaillard », est érigé un calvaire de mission. Au pied de la croix, se trouvent les statues de la Vierge et de saint Jean avec les inscriptions Ecce mater tua - Ecce filius tuus.
Une maison d'école est acquise en 1854.
Lors des inventaires consécutifs à la loi de la séparation des Églises et de l'État (1905), les habitants de Cendrey, toujours animés d'une foi ardente, se barricadent dans l'église pour empêcher ces inventaires. Une escouade du Génie doit forcer la porte de l'église qui, aujourd'hui encore, porte les traces de cette effraction. Autre conséquence de cette loi de 1905, le conseil municipal d'0llans ne veut pas être « le complice d'un vol » et demande que la commune ne fasse plus partie de la paroisse de Cendrey, ce qui lui est accordé par le ministre de l'Intérieur. Ce qui fait qu'aujourd'hui, 0llans, village sans église, n'appartient à aucune paroisse.
L'électrification intervient en 1910, l'adduction d'eau potable en 1962 et l'assainissement avec la station d'épuration en 1967.
Une cabine téléphonique est installée en 1980.

## Politique et administration

### Rattachements administratifs et électoraux

#### Rattachements administratifs
La commune se trouve dans l'arrondissement de Besançon du département du Doubs.
Elle faisait partie depuis 1801 du canton de Marchaux. Dans le cadre du redécoupage cantonal de 2014 en France, cette circonscription administrative territoriale a disparu, et le canton n'est plus qu'une circonscription électorale.

#### Rattachements électoraux
Pour les élections départementales, la commune fait partie depuis 2014 du canton de Baume-les-Dames
Pour l'élection des députés, elle fait partie de la deuxième circonscription du Doubs depuis 1988.

### Intercommunalité
Cendrey était membre de la communauté de communes de la Bussière, un établissement public de coopération intercommunale (EPCI) à fiscalité propre créé fin 2001 et auquel la commune avait transféré un certain nombre de ses compétences, dans les conditions déterminées par le code général des collectivités territoriales.
Conformément aux prescriptions de la loi de réforme des collectivités territoriales du 16 décembre 2010, qui a prévu le renforcement et la simplification des intercommunalités et la constitution de structures intercommunales de grande taille, la communauté de communes de la Bussière fusionne avec la Communauté de communes du Val de la Dame Blanche pour former; de 2014 à 2017, la communauté de communes Dame Blanche et Bussière. Celle-ci est alors dissoute et certaines de ses communes, dont Cendrey, rejoignent la communauté de communes du Doubs Baumois, dont est désormais membre la commune.

### Liste des maires
| Période                                  | Période | Identité         | Étiquette | Qualité |
| ---------------------------------------- | ------- | ---------------- | --------- | ------- |
| Les données manquantes sont à compléter. |         |                  |           |         |
| 1754                                     | -       | François Bougeot |           |         |

| Période                                  | Période                        | Identité       | Étiquette | Qualité |
| ---------------------------------------- | ------------------------------ | -------------- | --------- | --- |
| Les données manquantes sont à compléter. |                                |                |           | |
| 1970                                     | 1980                           | Noël Chatrenet |           | |
| 1980                                     | 1988                           | Roger Perfetti |           | |
| 1988                                     | mars 2001                      | Josette Faivre |           | |
| mars 2001                                | 2007                           | Jacques Faivre |           | |
| 2007                                     | mars 2014                      | Gérard Marcand |           | Salarié de chez Primagaz à Besançon |
| mars 2014                                | août 2022                      | Gérard Faivre  | SE        | Salarié à la fonderie de Larians puis microentrepreneur Président de l’association foncière de remembrement (2014 → 2022) Mort en fonction |
| juillet 2020                             | En cours (au 17 décembre 2022) | Ida Jeangirard |           | Cadre |

## Population et société

### Démographie
L'évolution du nombre d'habitants est connue à travers les recensements de la population effectués dans la commune depuis 1793. Pour les communes de moins de 10 000 habitants, une enquête de recensement portant sur toute la population est réalisée tous les cinq ans, les populations de référence des années intermédiaires étant quant à elles estimées par interpolation ou extrapolation. Pour la commune, le premier recensement exhaustif entrant dans le cadre du nouveau dispositif a été réalisé en 2006.

En 2022, la commune comptait 200 habitants, en évolution de +4,71 % par rapport à 2016 (Doubs : +1,88 %, France hors Mayotte : +2,11 %).
| 1793 | 1800 | 1806 | 1821 | 1831 | 1836 | 1841 | 1846 | 1851 |
| ---- | ---- | ---- | ---- | ---- | ---- | ---- | ---- | ---- |
| 294  | 369  | 366  | 307  | 457  | 490  | 445  | 442  | 452  |

| 1856 | 1861 | 1866 | 1872 | 1876 | 1881 | 1886 | 1891 | 1896 |
| ---- | ---- | ---- | ---- | ---- | ---- | ---- | ---- | ---- |
| 356  | 393  | 397  | 383  | 352  | 315  | 301  | 311  | 316  |

| 1901 | 1906 | 1911 | 1921 | 1926 | 1931 | 1936 | 1946 | 1954 |
| ---- | ---- | ---- | ---- | ---- | ---- | ---- | ---- | ---- |
| 307  | 319  | 298  | 229  | 252  | 254  | 228  | 239  | 217  |

| 1962 | 1968 | 1975 | 1982 | 1990 | 1999 | 2006 | 2011 | 2016 |
| ---- | ---- | ---- | ---- | ---- | ---- | ---- | ---- | ---- |
| 215  | 187  | 213  | 203  | 175  | 188  | 180  | 186  | 191  |

| 2021 | 2022 | - | - | - | - | - | - | - |
| ---- | ---- | - | - | - | - | - | - | - |
| 197  | 200  | - | - | - | - | - | - | - |

### Cultes
La communauté catholique est rattachée à la zone pastorale des plateaux de Vesoul. Doyenné de Montbozon - Rioz. Paroisse de Cendrey.[réf. nécessaire]

## Culture locale et patrimoine

### Lieux et monuments
- L'église Saint-Remi : 
La donation faite par l'abbaye du Grand-Saint-Bernard à celle de Saint-Paul atteste qu'une église existait à Cendrey en 1181, mais on ne connaît pas sa date de construction ; il est cependant certain qu'elle s'élevait au même endroit que l'église actuelle ; on ignore aussi comment cette première église a disparu. En 1448, comme l'indique la pierre de dédicace enchâssée dans le mur du chœur, fut édifiée une seconde église. De cette église, ne subisse aujourd'hui que le chœur polygonal de style gothique flamboyant. Le chœur est flanqué à droite d'une chapelle latérale voutée en anse de panier. Les culots des arêtes représentent des têtes de personnages satiriques : un fou agitant sa marotte, une femme mitrée. À l'extérieur, la fenêtre centrale de l'abside comporte, sur un meneau, la sculpture mystérieuse de trois salamandres. Le sculpteur se serait-il inspiré d'une légende locale prétendant qu'un souterrain reliait l'église au château d'Ollans et que ce souterrain était gardé par un dragon ? Au-dessus de cette fenêtre, un arceau repose sur des têtes de « foultots » aux grandes oreilles. Ils étaient là, paraît-il, pour chasser les démons.
. En 1774, sur les plans dressés par Ch. Colombot, la nef de l'église fut reconstruite ainsi que le clocher et la sacristie, sans que l'on sache le motif de cette reconstruction. Le montant des travaux s'éleva à 20.415 livres. Le clocher flanque le vaisseau sur son côté sud, alors que l'ancien était près du chœur. Ces travaux ont nécessité un creusement de la cour de l'église, dans laquelle se trouvait le cimetière paroissial et qui, à cette occasion, fut transféré à son emplacement actuel. L'église de 1774, la troisième, a une façade au pignon aigu ; le portail à fronton triangulaire est d'ordre dorique. La chaire est remarquable par ses flancs en bois sculpté représentant les évangélistes avec leur symbole et au centre saint Rémi recevant l'ampoule du Saint-Chrême portée par une colombe. Une pietà du XVIIIe siècle présente un certain intérêt. En 1970, l'autel baroque est démoli et remplacé par un autel plus dépouillé, mieux adapté à la liturgie actuelle.
Quelques sépultures se trouvent dans la nef. En 1704, Claude Thomas notaire, et sa femme, Marguerite Bouvot, obtiennent une concession à perpétuité située au bas de l'église du côté du couchant à 4 pieds des fonts baptismaux. Ils y sont enterrés, moyennant un paiement annuel à perpétuité de 3 livres 6 sols et 8 deniers.[réf. nécessaire]
- Cendrey possède un « château », en réalité, belle maison bourgeoise construite en 1666 par un notaire, Vichot. Cette grande bâtisse, au toit à quatre pans très en pente, domine le village. Deux pièces du rez-de-chaussée (ancienne cuisine) sont voûtées en croisée d'arète. La charpente du bâtiment est un chef-d'œuvre de couverture. Plusieurs maisons du village possèdent des linteaux de fenêtre ou de porte en accolade, typiques du XVIIe siècle franc-comtois.
- La chapelle de la Vierge.
- La fontaine-lavoir-abreuvoir au carrefour de la RD 486 et de la RD 23.

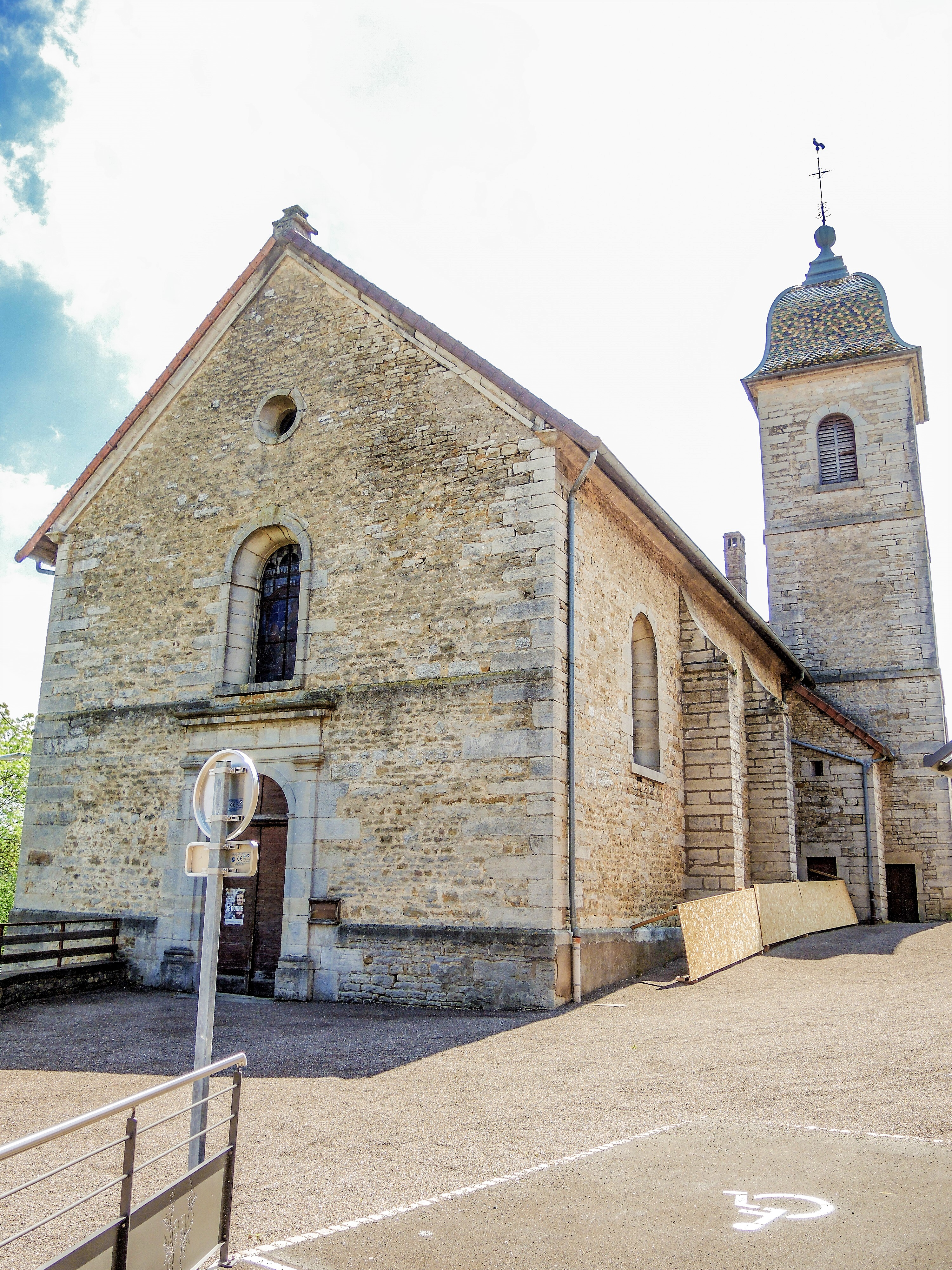
L'église.
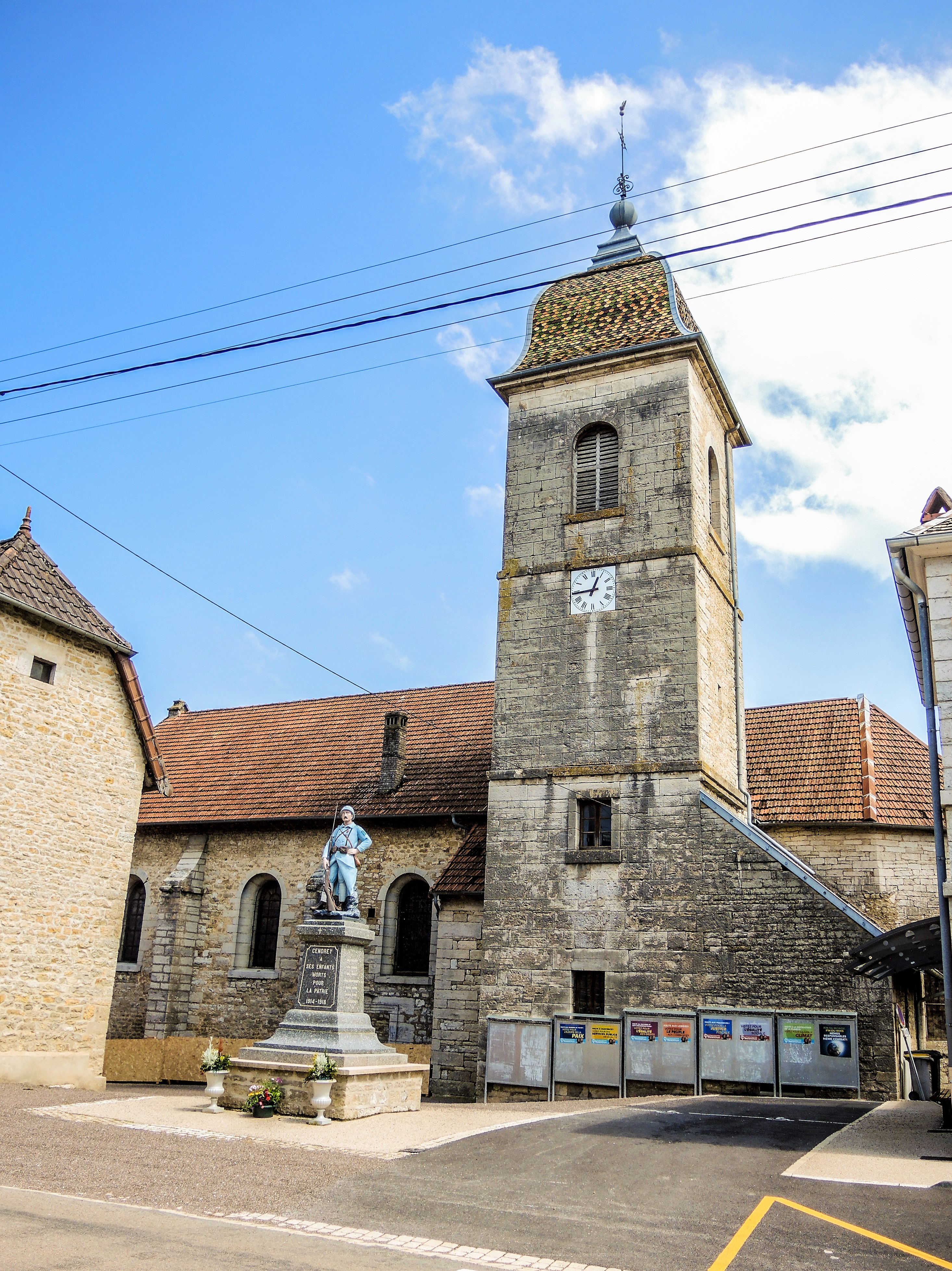
Clocher de l'église.
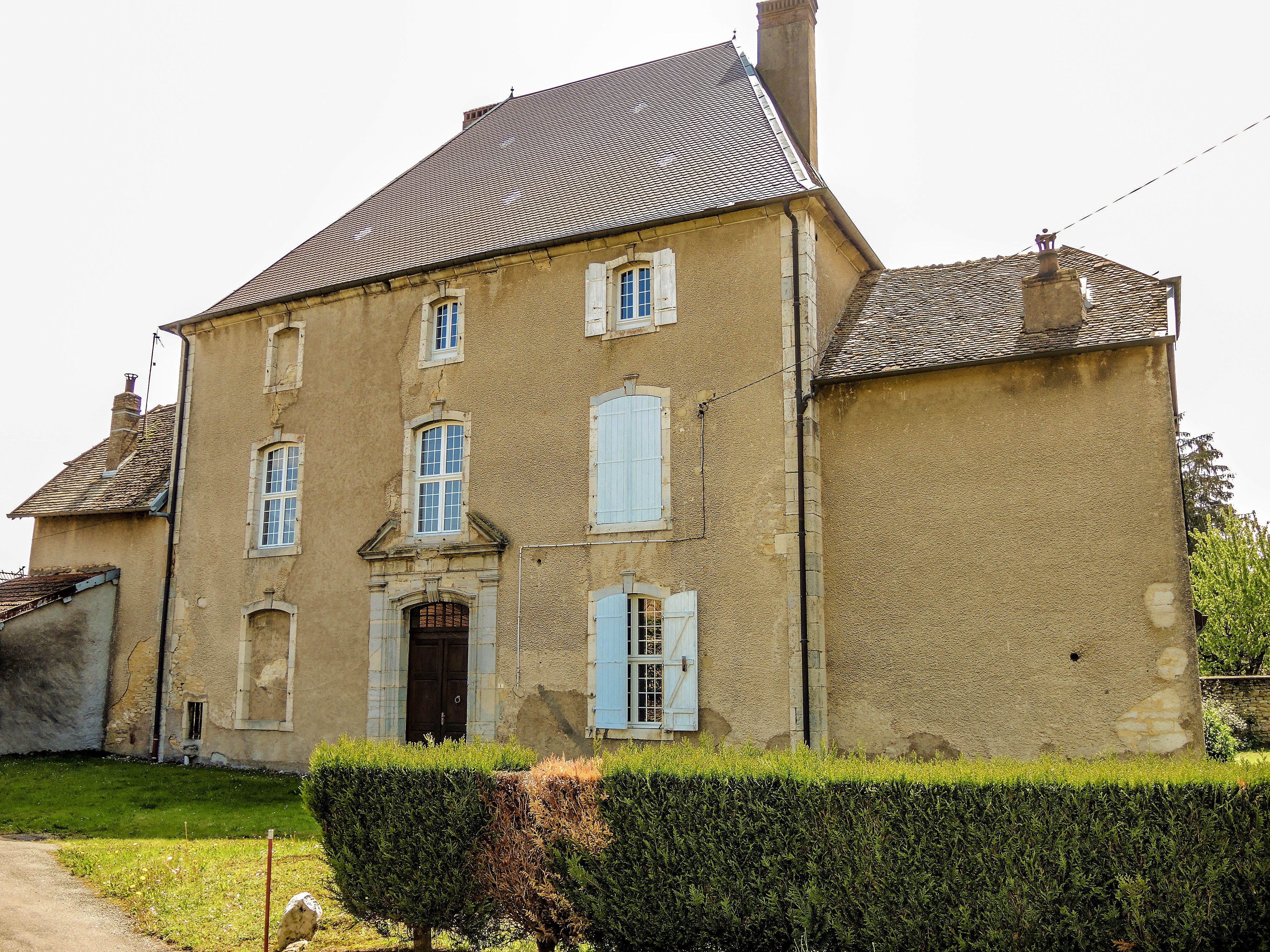
La façade nord du château...
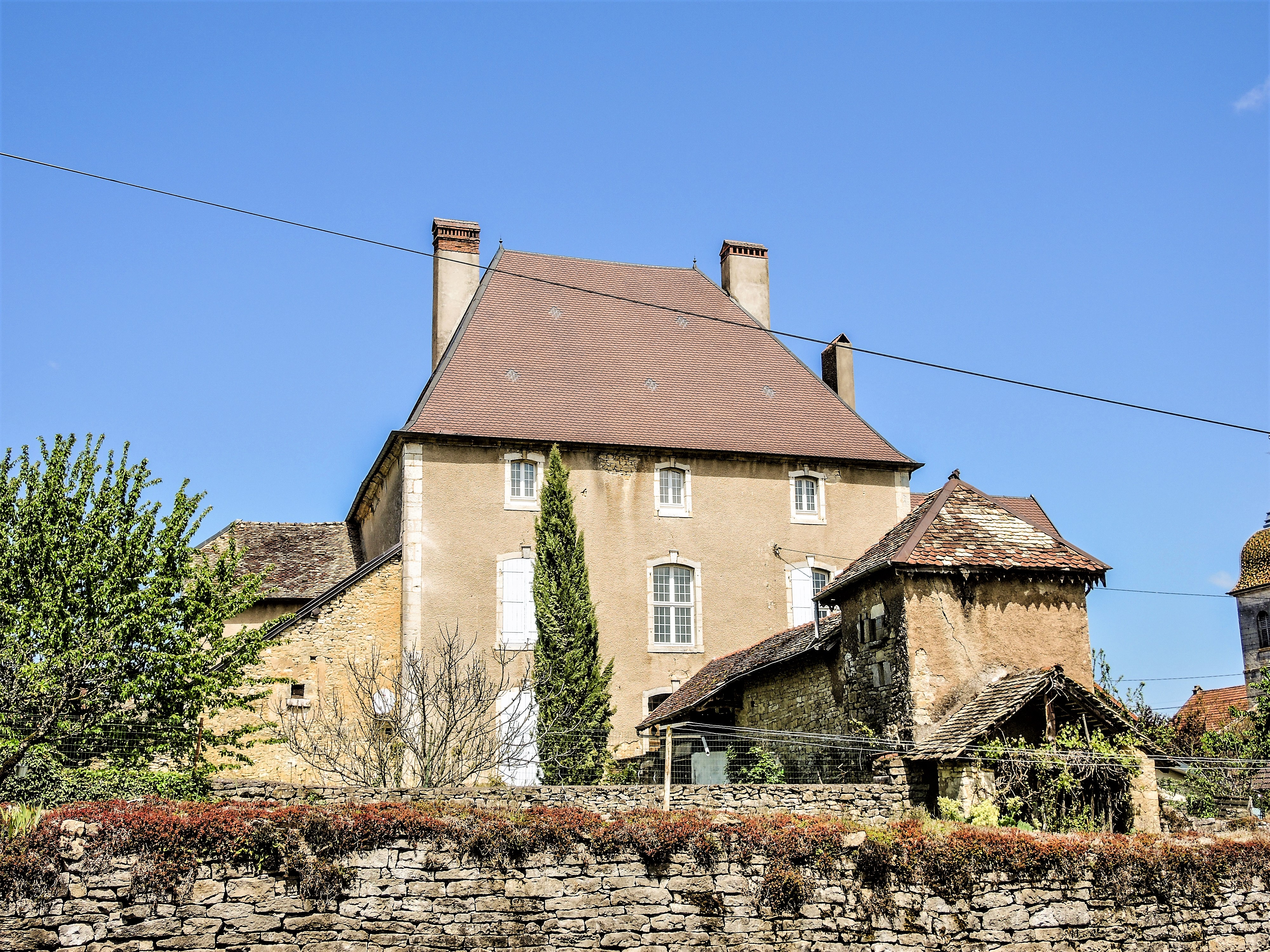
... et sa façade sud.
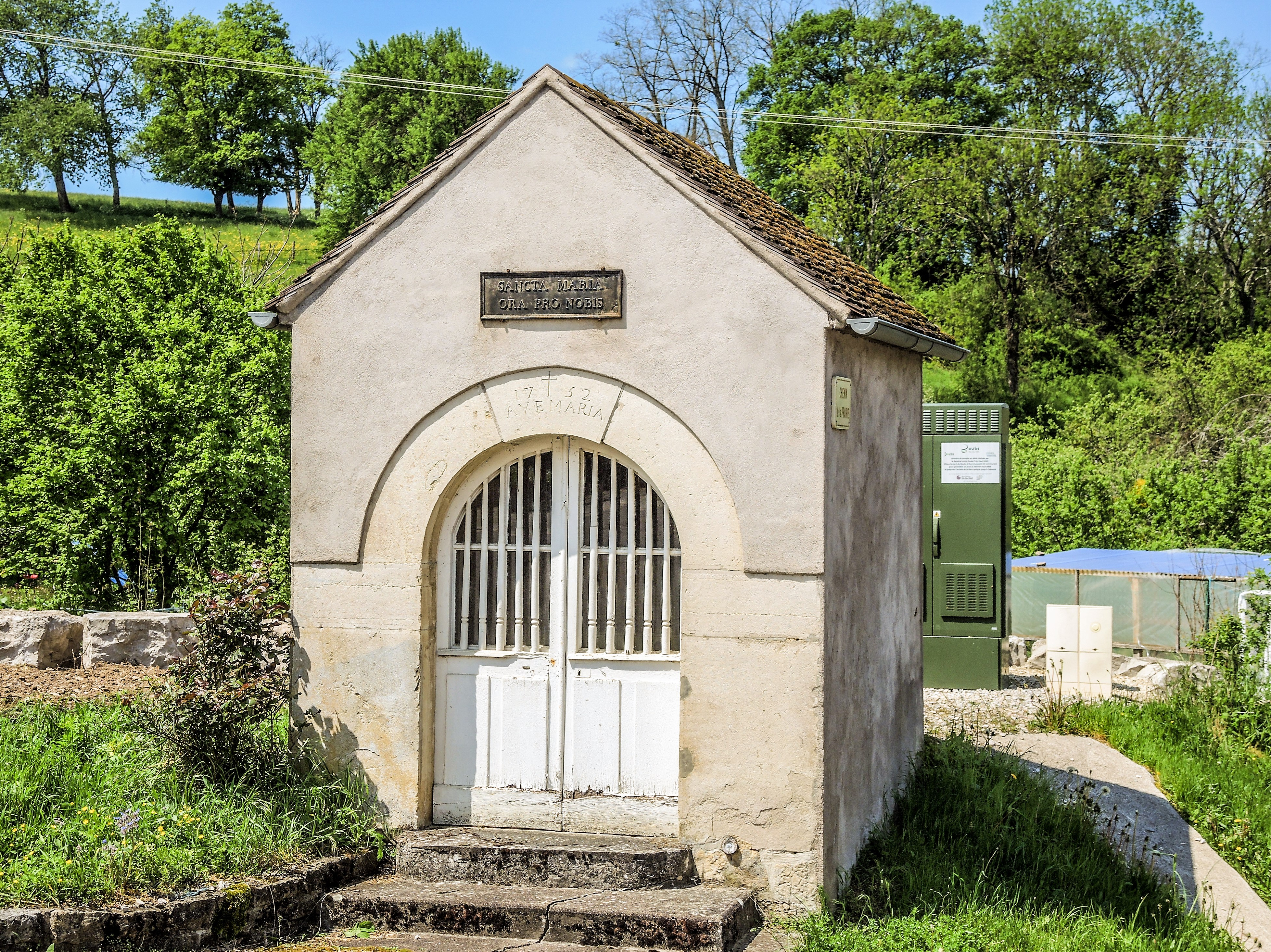
La chapelle.
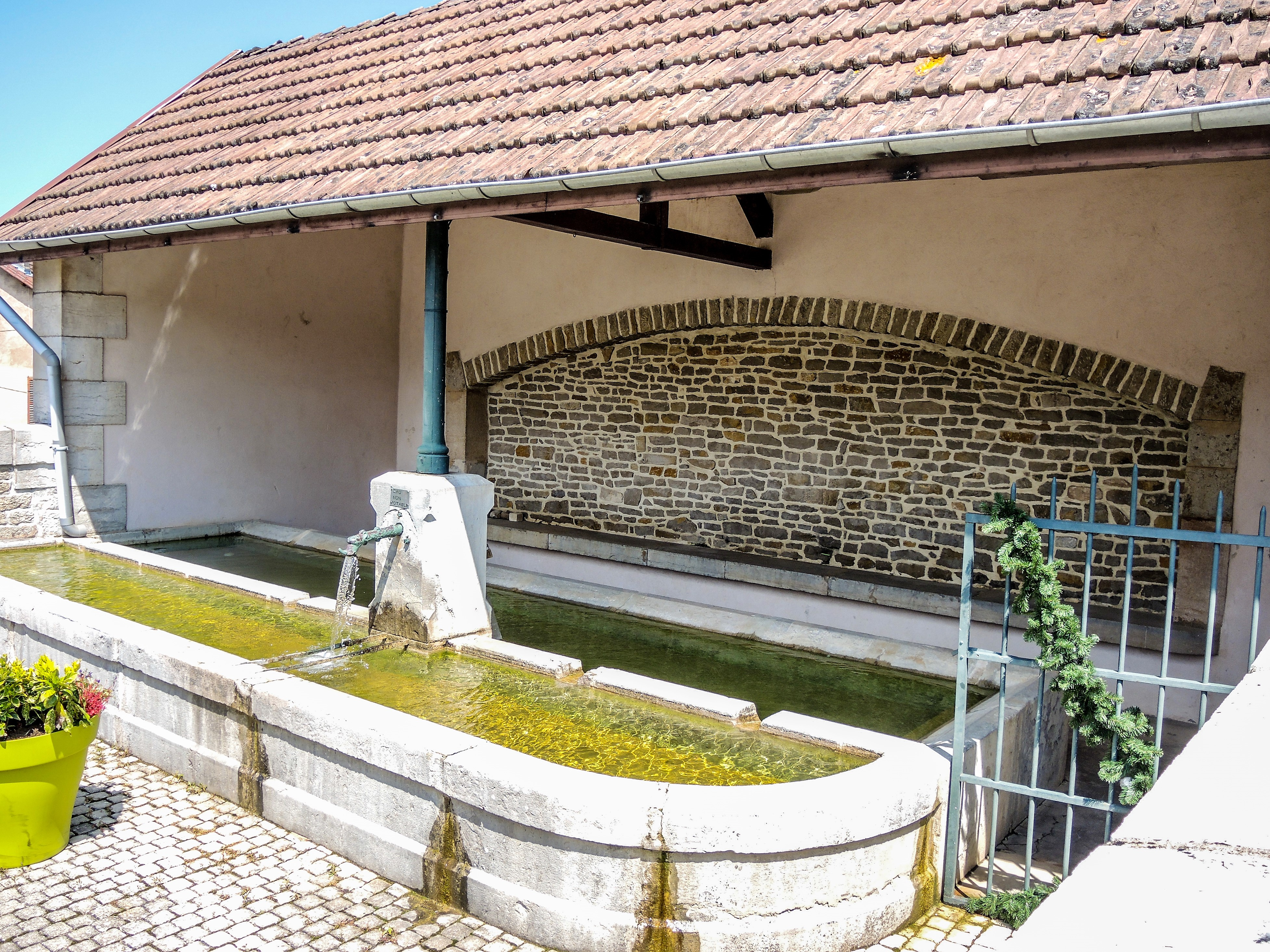
La fontaine-lavoir-abreuvoir.

### Folklore
Les gens de Cendrey passent pour être fiers : « Il n'y a qu'un Paris, comme il n'y a qu'un Cendrey » disent-ils en parlant de leur village. Pour eux, à Cendrey tout est mieux qu'ailleurs. Aussi ceux des villages voisins lancent-ils ce quolibet injurieux, qui s'applique aux filles de Cendrey : « Les vaches de Cendrey que n'en point de pé » (qui n'ont point de pis).[réf. nécessaire]

### Personnalités liées à la commune
- Armand Barthet (1820-1874) né à Besançon, dramatique, poète, romancier et journaliste.

## Héraldique
| Blason de Cendrey | Blason  | Écartelé: au 1er d'azur semé de billettes d'or, au lion couronné du même, armé et lampassé de gueules, au 2e d'argent à la couronne de laurier de sinople, au 3e d'argent à trois fasces ondées d'azur, au 4e de gueules à la colombe en vol d'argent tenant dans son bec la sainte Ampoule d'or. |
| Blason de Cendrey | Détails | Création J-F Binon, utilisée depuis au moins 2022. |